# Зденек Земан
Зденек Земан (на чешки: Zdeněk Zeman) е чешки треньор по футбол, придобил гражданство на Италия.

## Биография
Син на лекар и домакиня, Земан израства в Прага със силно влечение към спорта, наследено от чичо му Честмир Вицпалек (Čestmír Vycpálek), бивш състезател на Ювентус и впоследствие треньор.
През 1968 г. Земан заминава да посети чичо си в Палермо. Именно там го заварват събитията на Пражката пролет и той решава да се установи за постоянно в Италия, като през 1975 г. получава италианско гражданство.
Първите му преживявания като треньор са с аматьорските футболни отбори от квартала Палермо (Cinisi, Bacigalupo, Carini, Misilmeri, Esacalza). През 1974 г., не без помощта на чичо си, започва първия си забележим опит с младежката формация на Палермо, който ръководи до 1983 година.
През 1975 г. се дипломира с отличие от ISEF в Палермо, като защитава дисертация по спортна медицина. През 1979 г. получава лиценз за треньор по футбол на професионално ниво, завършвайки прочутата школа за футболни треньори в Коверчано.
Първа възможност за изява като професионален старши треньор получава в Ликата - малък град в провинция Агридженто, където печели промоция за Серия C2 със състав предимно от младежи. През 1986 г. напуска отбора, за да поеме Фоджа в Серия С1, но е уволнен преди края на шампионата. През 1987 г. става треньор на Парма от Серия Б, но е уволнен след изиграни само 7 кръга. През 1988 г. се връща в Сицилия и става треньор на Месина, класиряйки го на 8-о място в края на сезона, благодарение и на головете на звездата на отбора от ония години Салваторе Скилачи.
През 1989 г. отново поема Фоджа, където открива и доразвива футболисти като Франческо Баяно и Джузепе Синьори. За 2 години Земан извежда отбора до най-високо ниво на италианския футбол Серия А.
През 1994 г., след 3 сезона начело на клуба, Зденек Земан приема по-голямо предизвикателството и поема Лацио, с които печели 2-ро и 3-то място в Серия А, преди да бъде уволнен през януари 1997 година. Точно в Лацио открива за големия футбол младия защитник Алесандро Неста, като го налага в първия състав на отбора.
През следващия сезон Земан решава да остане в Рим и поема АС Рома, където открива и налага друг млад талант - Франческо Тоти.
След4-то място с „вълците“ през юли 1998 година Земан в свое интервю пред медиите отправя обвинения за използване на допинг, визирайки състезателите на Ювентус Алесандро Дел Пиеро и Джанлука Виали. Неговите твърдения по-късно са окачествени като напълно неверни от Международния арбитражен съд в Лозана, Швейцария, но скандалът в Италия се разраства. Броят на уличените в използване на нандролон футболисти от Калчото нараства и медиите на Апенините призовават тези, които са го наричали луд и еретик, публично да му се извинят.
В следващия сезон 1998-1999 завършва с Рома на 5-о място и през лятото на 1999 година е заменен от Фабио Капело.
Следващите му треньорски предизвикателства са свързани с кратки престои в турския Фенербахче и Наполи, както и 3 сезона в Серия Б с отборите на Салернитана и Авелино. През 2004 г. Зденек Земан поема Лече, с когото се състезава в Серия А. Налага в отбора талантливи младежи като Валери Божинов и Мирко Вучинич. В края на сезона, класирал отбора в средата на таблицата, Земан подава оставка. След девет месеца без работа, на 5 март 2006 година чехът е назначен като нов треньор на Бреша. Отборът записва едва 8 точки в 11 мача и Земан отново е уволнен.
На 21 юни 2006 г. се завръща на кормилото на Лече, като подписва едногодишен договор, целта на който е спасяване на запътилия се към Серия Б отбор. Паради лоши резултати на 24 декември същата година е уволнен.
На 17 юни 2008 г. Зденек Земан пристига в Белград, за да поеме гранда Цървена звезда. Само след 5 мача като старши треньор, в които записва катастрофални резултати, както в сръбското първенство, така и в турнира за Купата на УЕФА, на 6 септември 2008 г. е уволнен.
По време на управлението му Цървена звезда не успява да постигне победи в 3 последователни срещи на вътрешния шампионат и за първи път от 24 години клубът се срива в долната част на таблицата.
В турнира за Купата на УЕФА „звездашите“ са отстранени от непретенциозния отбор на Апоел.
След като е освободен от Рома, Земан поема към родината си, където подписва двугодишен контракт с местния гранд Спарта (Прага). След 2 катастрофслни загуби с по 0:3 от непретенциозни съперници обаче чешкият специалист е уволнен, само 6 дни след своето назначение. От лидер в клссирането Спарта се пада до 3-та позиция, която дели със Слован.